# Golden Brown
Golden Brown è un singolo del gruppo musicale britannico The Stranglers, pubblicato nel 1981 come secondo estratto dal sesto album in studio La Folie.

## Composizione
La musica è stata in gran parte scritta dal tastierista Dave Greenfield e dal batterista Jet Black, con testi del cantante/chitarrista Hugh Cornwell. La base della melodia proveniva da una parte inutilizzata di "Second Coming", una traccia presente nel loro album precedente. Secondo il bassista JJ Burnel, lo stile atipico della canzone aveva lo scopo di sfidare le aspettative. Ha spiegato: "Il punto di quella canzone è che rappresentava davvero il fatto che noi alzavamo il dito contro i nostri detrattori".
Nel suo libro The Stranglers Song by Song (2001), Hugh Cornwell afferma: "'Golden Brown funziona su due livelli. Riguarda l'eroina e anche una ragazza... entrambi mi hanno regalato momenti piacevoli".

## Video musicale
Il videoclip è stato girato all'interno di Leighton House a Londra, dove il gruppo suona in concerto.

## Tracce
Lato A
1. "Golden Brown" – 3:28

Lato B
1. "You" – 3:09

## Ricezione
Il singolo ha ottenuto grande successo in Europa: raggiunse la posizione numero 2 nella UK Singles Chart, il piazzamento più alto mai ottenuto dalla band in quella classifica.
C'è disaccordo tra gli osservatori su quale indicazione del tempo rappresenti meglio parti della canzone.

## Cover e altri utilizzi
Il brano Golden Brown conta non meno di 20 cover, tra cui Jamelia, che nel 2007 ha campionato il brano nel suo singolo No More.